# Maxwell Perkins

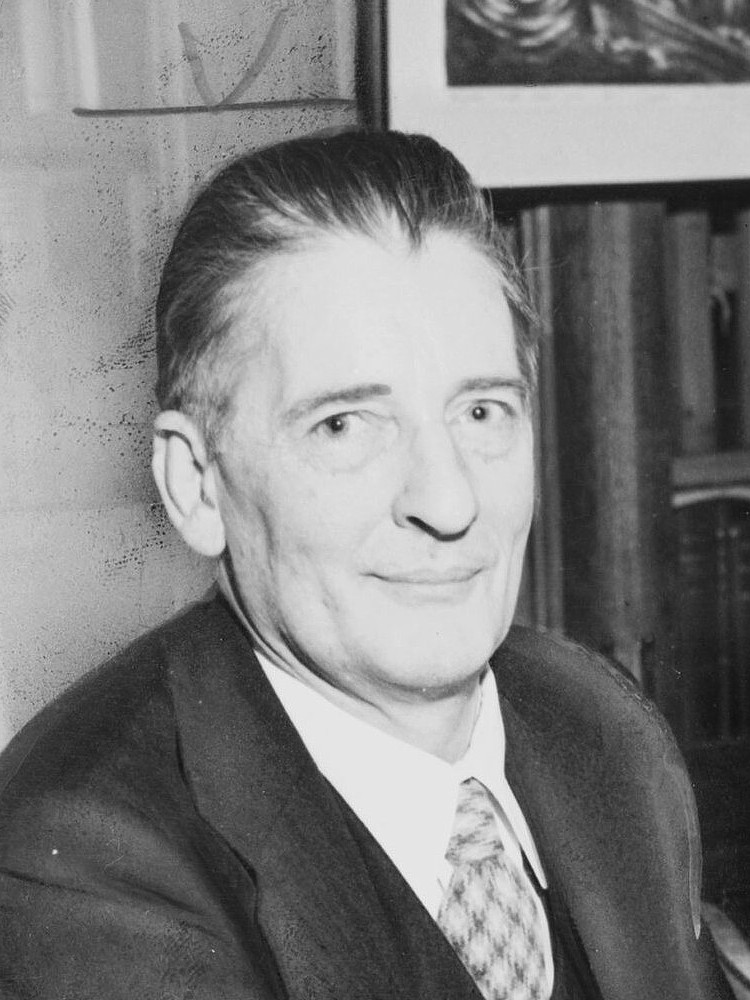
Maxwell Perkins

William Maxwell Evarts („Max“) Perkins (* 20. September 1884 in New York; † 17. Juni 1947 in Stamford (Connecticut)) war ein US-amerikanischer Lektor, der als Angestellter des Verlages Scribner’s unter anderem Ernest Hemingway, F. Scott Fitzgerald und Thomas Wolfe betreute. Der Fitzgerald-Experte Matthew J. Bruccoli bezeichnete ihn als den einzigen Lektor in der Geschichte der amerikanischen Literatur, der den meisten Studenten der Amerikanistik bekannt sei.

## Leben
Maxwell Perkins wuchs in New York City auf und schloss 1907 das Harvard College ab. Während er Wirtschaftswissenschaften als Hauptfach gewählt hatte, hatte er unter Charles Townsend Copeland am College auch Literaturvorlesungen gehört.
Nachdem er kurze Zeit als Reporter für The New York Times gearbeitet hatte, wurde er im Jahre 1910 im angesehenen Verlagshaus Charles Scribner’s Sons als Lektor eingestellt. Im selben Jahr heiratete er Louise Saunders, mit der gemeinsam er fünf Töchter bekam.

### F. Scott Fitzgerald

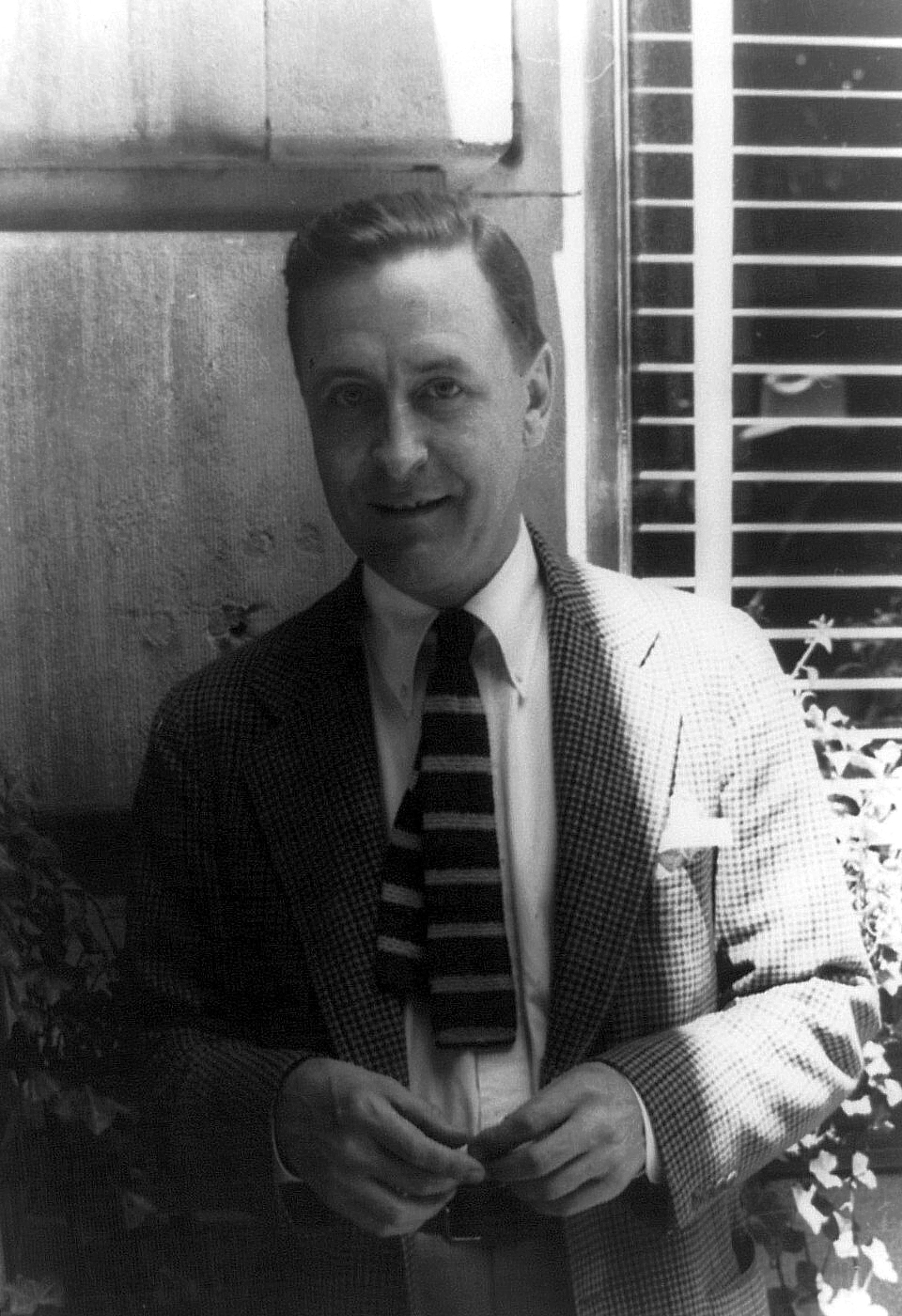
F. Scott Fitzgerald, Fotografie von Carl van Vechten, 1937

Scribner’s war zu dem Zeitpunkt, zu dem Perkins zu dem Verlagshaus hinzustieß, vor allem für seine Veröffentlichungen von angesehenen und etablierten US-amerikanischen Autoren wie John Galsworthy, Henry James und Edith Wharton bekannt. Obwohl auch Perkins diese Klassiker der Amerikanischen Literatur schätzte, lag ihm doch viel daran, neue Talente zu entdecken. Seine erste große Entdeckung war F. Scott Fitzgerald. Perkins hatte Interesse an dessen erstem Romanmanuskript The Romantic Egoist bekundet, musste aber sowohl den ersten Entwurf im August 1918 als auch die auf seine Anregungen hin überarbeitete Fassung im Oktober 1918 ablehnen. Perkins gelang es jedoch, seine Verlagskollegen von der dritten Fassung, deren Titel Fitzgerald This Side of Paradise (Diesseits vom Paradies) geändert hatte, zu überzeugen, und im September 1919 wurde der Roman von Scribner’s angenommen. Das Werk wurde von der Literaturkritik sehr gut besprochen, den Verkaufserfolg bezeichnet Fitzgeralds Biograf Scott Donaldson als nach jedem Maßstab bemerkenswert. Das Porträt der jungen Generation nach dem Ende des Ersten Weltkrieges und insbesondere des Flappers und seiner emanzipierten Lebensweise machten den erst 23-jährigen Fitzgerald über Nacht berühmt. Die Veröffentlichung des Romans kennzeichnete gleichzeitig das Heranwachsen einer neuen Generation von Autoren, deren Namen mit Perkins verbunden waren.
Perkins war auch der Lektor von Fitzgeralds drittem Roman The Great Gatsby (Der große Gatsby), der heute als eines der bedeutendsten Werke der amerikanischen Moderne eingestuft wird. Ein umfangreich erhaltener Briefwechsel zwischen Perkins und F. Scott Fitzgerald belegt, wie stark Fitzgerald von den Anregungen Perkins bei der Überarbeitung des Romanentwurfs profitierte. Im Oktober 1924 hatte der zu dieser Zeit in Europa lebende F. Scott Fitzgerald das aus seiner Sicht fertige Manuskript sowohl Perkins als auch seinem Literaturagenten Harold Ober zugesendet. Am 20. November 1924 antwortete Perkins mit einer langen, sorgfältigen Analyse des Entwurfs. Perkins fand die Figur des Gatsby noch zu vage, er kritisierte auch eine längere Erläuterung von Gatsbys Biografie in Kapitel 8 und legte Fitzgerald nahe, Details zu Gatsbys Lebensweg erst nach und nach im Verlauf der Erzählung offenzulegen und auch die Quelle seines Reichtums anzudeuten. Fitzgerald, der sich zu diesem Zeitpunkt in Rom aufhielt, antwortete auf Perkins Brief am 1. Dezember 1924 und sicherte Perkins zu, dessen Anregungen aufzugreifen. Fitzgerald maß Perkins später generös einen wesentlichen Einfluss auf den erzählerischen Aufbau von The Great Gatsby bei.

### Ernest Hemingway und Thomas Wolfe
Durch Fitzgerald lernte Perkins auch den jungen Ernest Hemingway kennen und publizierte 1926 dessen ersten großen Roman The Sun Also Rises. Mit seiner gelegentlich derben Sprache war dieser Roman zu dieser Zeit ein kühnes Buch und Perkins musste sich innerhalb seines Verlags sehr für dieses Werk einsetzen. Der kommerzielle Erfolg von Hemingways nächstem Roman In einem andern Land (1929), stärkte Perkins’ Stellung als Lektor innerhalb Scribners.
Perkins lektorierte auch die Arbeiten von Thomas Wolfe, der unstrittig ein ungewöhnlich begabter Autor war, dem es gleichzeitig aber an jeglicher künstlerischer Selbstdisziplin mangelte. Nur mit großer Mühe gelang es Perkins, mehr als 90000 Worte aus dessen erstem Roman Look Homeward, Angel (1929) zu streichen. Wolfes nächster Roman Of Time and the River (1935) wurde erst nach einem zweijährigen Kampf zwischen Perkins und Wolfe publiziert, bei dem Wolfe dem Manuskript mehr und mehr Seiten hinzufügte, während Perkins parallel daran arbeitete, den Umfang des Romans zu begrenzen. Wolfe war Perkins zunächst sehr dankbar dafür, dass er ihn als Autor entdeckt hatte. Gleichzeitig litt  er jedoch auch unter der öffentlichen Wahrnehmung, dass er seinen literarischen Erfolg auch den Eingriffen seines Lektors zu verdanken hatte. Wolfe trennte sich schließlich nach einer Reihe von Auseinandersetzungen vom Verlagshaus Scribner’s. Gleichzeitig machte Wolfe Perkins jedoch zu seinem literarischen Nachlassverwalter und bezeichnete ihn als einen seiner engsten Freunde.

### Erskine Caldwell

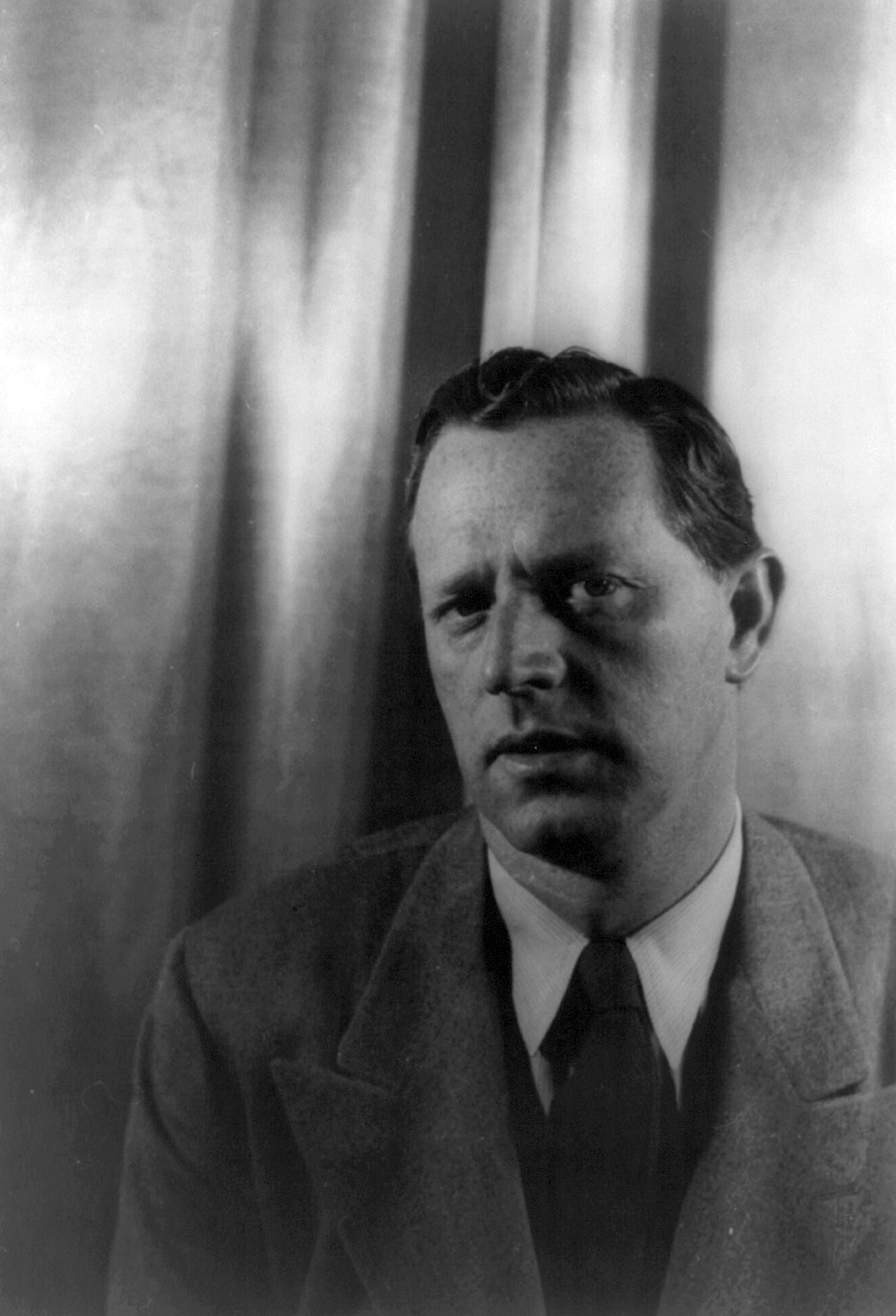
Erskine Caldwell, 1938, Photo von Carl van Vechten

Im Falle von Erskine Caldwell war es erneut F. Scott Fitzgerald, der Perkins auf diesen Autor aufmerksam machte. Bereits 1931 hatte Scribner's Caldwells erste bedeutende Arbeit, American Earth, veröffentlicht. Schon in dieser Kurzgeschichtensammlung thematisierte Caldwell die verrohende Auswirkung von Armut und schildert unter anderem Lynchjustiz. 1932 veröffentlichte Scribner's Die Tabakstraße (engl. Originaltitel Tobacco Road). Die Tabakstraße, deren literarischer Wert zum Zeitpunkt seiner Erscheinung kontrovers diskutiert wurde, wird heute zu den bedeutenden Romanen des 20. Jahrhunderts gezählt. Der Roman handelt in grotesk-tragischer Weise vom Leben einer völlig verarmten Pächterfamilie im US-amerikanischen Bundesstaat Georgia während der schlimmsten Phase der Great Depression, der schweren Wirtschaftskrise zu Beginn der 1930er Jahre. Die Armut der Familie ist so groß, dass ihr Leben nur noch von der Erfüllung elementarster Bedürfnisse dominiert ist: dem Stillen ihres Hungers und ihres sexuellen Verlangens. Die Modern Library nahm den Roman in die Liste der 100 wichtigsten US-amerikanischen Romane des 20. Jahrhunderts auf. Die britische Zeitung The Guardian zählte 2009 den Roman zu den 1000 Romanen, die jeder gelesen haben muss, und auch Joachim Kaiser führt den Roman unter den 1000 literaturhistorisch bedeutendsten Werken auf. Caldwells größter Verkaufserfolg, Gottes kleiner Acker (God's little Acre), erschien 1933 allerdings bei Viking Press.

### Andere Autoren
Auch wenn Perkins’ Ruhm als Lektor am engsten mit den Namen Fitzgerald, Hemingway und Wolfe verknüpft ist, hat er eine Reihe weiterer namhafter Autoren betreut. Er war der Erste, der J. P. Marquand publizierte. Er war auch für den großen Erfolg von Marjorie Kinnan Rawlings verantwortlich, deren erster Roman Frühling des Lebens (1938) auf Basis von Vorschlägen von Perkins entstand. Das Werk wurde sofort zu einem Bestseller und gewann den Pulitzer-Preis. Alan Patons Cry, the Beloved Country (1946) war ein weiterer Roman, der von Perkins entdeckt wurde. Die vorletzte Entdeckung seines Lebens war der Autor James Jones, der 1945 an
ihn herangetreten war. Perkins überredete Jones, die Arbeit an dem Roman aufzugeben, an dem er gerade arbeitete, und ermutigte ihn, mit der Arbeit an dem Werk zu beginnen, das 1951 unter dem Titel From Here to Eternity erschien. Perkins’ Gesundheit war zu diesem Zeitpunkt bereits angegriffen und er erlebte weder diesen Erfolg noch den Erfolg von Hemingways The Old Man and the Sea (1952), der ihm gewidmet war. Perkins’ letzte literarische Entdeckung war Marguerite Young, die ihr monumentales Werk Miss MacIntosh, My Darling mit seiner Ermutigung 1947 begonnen hatte. Lediglich auf Basis eines 40 Seiten langen Romanentwurfs hatte er mit ihr einen Vertrag unterzeichnet. Der Roman wurde letztlich 1965 veröffentlicht.

## Film
Basierend auf dem Buch Max Perkins: Editor of Genius von A. Scott Berg erschien im Jahr 2016 der Film Genius – Die tausend Seiten einer Freundschaft.

## Einzelbelege
1. 1 2  Matthew Bruccoli: The Sons of Maxwell Perkins: Letters of F. Scott Fitzgerald, Ernest Hemingway, Thomas Wolfe, and Their Editor. University of South Carolina Press, Columbia, South Carolina 2004, ISBN 978-0-224-61721-5, S. xvii ( [2004]): „Maxwell Perkins (1884-1947) is the only literary editor of whom students of American literature and most of their teachers have heard.“
2. ↑  Prigozy: The Cambridge Compagnien to F. Scott Fitzgerald. 2002, S. XVIII
3. ↑  Scott Donaldson: Fitzgerald's nonfiction. In: Pregozy (Hrsg.): The Cambridge Companion to F. Scott Fitzgerald. 2002, S. 165. Im Original lautet das Zitat: By any standard, the sales of ‚This Side of Paradise‘ was remarkable. Its portrayal of the younger generation, and particularly of the flappet and her liberated ways, made the twenty-three-year-old famous overnight.
4. ↑  Bruccoli (Hrsg.): F. Scott Fitzgerald’s The Great Gatsby – A Literary Reference. 2002, S. 54, 55.
5. ↑  Bruccoli (Hrsg.): F. Scott Fitzgerald’s The Great Gatsby – A Literary Reference. 2002, S. 55.
6. ↑  Biografie Caldwells auf Georgia Encyclopedia abgerufen am 1. Februar 2014.
7. ↑  Modern Library - 100 best novels. Abgerufen am 1. Februar 2014.
8. ↑  1000 Novels everyone must read: the definitive List. Abgerufen am 1. Februar 2014.
9. ↑  Perkins, Maxwell Evarts; Baughman, Judith, The sons of Maxwell Perkins: letters of F. Scott Fitzgerald, Ernest Hemingway, Thomas Wolfe, and their editor. University of South Carolina Press, 2004. Cf. p. xxvii

| Personendaten    | Personendaten                                 |
| ---------------- | --------------------------------------------- |
| NAME             | Perkins, Maxwell                              |
| ALTERNATIVNAMEN  | Perkins, William Maxwell Evarts; Perkins, Max |
| KURZBESCHREIBUNG | US-amerikanischer Lektor                      |
| GEBURTSDATUM     | 20. September 1884                            |
| GEBURTSORT       | New York City                                 |
| STERBEDATUM      | 17. Juni 1947                                 |
| STERBEORT        | Stamford (Connecticut)                        |